# Nyborg kalder
|  | Denne artikel er oprettet af botten Steenthbot ud fra en ekstern database. Den kan derfor have sproglige fejl eller mangler. Denne skabelon kan fjernes efter kontrol af indholdet. |

Nyborg kalder er en dansk dokumentarfilm fra 1944 efter manuskript af J. Høirup og Tolver Christensen.

## Handling
Som Danmarks første hovedstad er Nyborg på Fyn rig på historie. Filmen fortæller om nogle af byens vigtigste historiske bygninger og monumenter, så som Nyborg Slot, Nordens ældste kongeborg og hjemsted for de såkaldte 'Danehof', og Holckenhavn Slot samt den omkringliggende natur som den idylliske ådal omkring Æble Skov og Ørbæk Å med den fredede vandmølle Æble Mølle, Krogsbølle Bakker og stranden ud til Storebælt.